# Erik Demuth
Erik Georg Alexander Demuth, född 30 oktober 1903 i Malmö, död 25 mars 1996 i Malmö S:t Johannes församling, var en svensk skulptör.
Han var son till Carl Rudolf Demuth. Erik Demuth studerade skulptur i Malmö och Paris. Hans konst består av naturalistiskt modellerade helfigurer och studiehuvuden. Bland hans mer kända verk märks skulpturerna Efter badet och Sjutton år. Erik Demuth är begravd på Sankt Pauli södra kyrkogård i Malmö.